# Quan hệ Áo – Liên Xô
Quan hệ giữa Áo và Liên Xô được thiết lập vào năm 1924 và kết thúc sau đó vào năm 1938 sau khi Đức sáp nhập Áo và được gia hạn sau khi Áo độc lập sau Chiến tranh thế giới thứ hai.